# Reprezentacja Korei Południowej na Mistrzostwach Świata w Narciarstwie Klasycznym 2011
Reprezentacja Korei Południowej na Mistrzostwach Świata w Narciarstwie Klasycznym 2011 liczy 4 sportowców.

## Medale

### Złote medale
Brak

### Srebrne medale
Brak

### Brązowe medale
Brak

## Wyniki

### Biegi narciarskie mężczyzn
Bieg na 15 km
- Ha Tae-bok - odpadł w kwalifikacjach

### Biegi narciarskie kobiet
Sprint
- Lee Chae-won - odpadła w kwalifikacjach

Bieg łączony na 15 km
- Lee Chae-won - 47. miejsce

### Skoki narciarskie mężczyzn
Konkurs indywidualny na skoczni normalnej
- Kim Hyun-ki - odpadł w kwalifikacjach
- Choi Heung-chul - odpadł w kwalifikacjach

Konkurs indywidualny na skoczni dużej
- Kim Hyun-ki - 50. miejsce
- Choi Heung-chul - odpadł w kwalifikacjach